# 加的斯 (俄亥俄州)
加的斯是美国俄亥俄州哈里森县的一个村，是哈里森县的县城。 2010年人口普查时人口为3353人。

## 历史
加的斯成立于1803年，位于宾夕法尼亚州匹兹堡和华盛顿西部的道路交界处，并以西班牙加的斯（Cadiz）命名。该城镇1813年成为新成立的哈里森县的县城。到1840年，加的斯有1,028名居民; 到1846年，该地有四个教堂和21个商店。宾夕法尼亚铁路的前身斯托本维尔和印第安纳铁路于1854年6月11日向加的斯开放。